# サンパウロ市立劇場

サンパウロ市立劇場のファサード

サンパウロ市立劇場 （葡: Theatro Municipal de São Paulo） は、ブラジルのサンパウロにある劇場。サンパウロ市内で最も重要な劇場であり、サンパウロ市立歌劇場交響楽団や、その他合唱団やバレエ団の本拠地でもある。

## 沿革
サンパウロを代表する歌劇場の構想は、国際舞台での重要性の増大が端緒となった。当時のサンパウロ市内には20世紀初めごろから、コーヒープランテーションの経営で財をなしたブルジョワジーや、大勢のイタリア系ブラジル人が居住していた。一方で、市内にはサンベント劇場しかなく、それも海外で製作された大規模なオペラの上演には不向きとなっていた。そのためサンパウロの特権階級はそれらのオペラも上演でき、海外の一流の劇場を模した新たな劇場の建設を求めるようになった。
1903年に着工し、8年もの歳月をかけ1908年に完成した。調度品の大多数はヨーロッパから輸入され、建築様式はイタリアのスカラ座を参照した。こけら落とし公演は、当初はアントーニョ・カルロス・ゴメスのイル・グアラニが上演される予定であったが、バリトン歌手のティッタ・ルッフォがブラジルの作曲家の作品をレパートリーに加えることを望まなかったため、結局アンブロワーズ・トマのハムレット (オペラ)となった。また、初演の前に舞台の装飾がブラジルに到着しないというトラブルが発生し、こけら落としの日が延期された。そして、1911年9月12日には結果的に大衆や支配階級にとって予想を全く超えた出来となった。
年数が経るに従い、劇場は芸術イベントの会場にもなったが、ほとんどオペラの上演に用いられるようになった。1960年代には、当時のホセ・ヴィセンテ・ファリア・リマ市長により初の改修工事が行われ、外壁が塗り替えられ、当初の特徴が失われた。

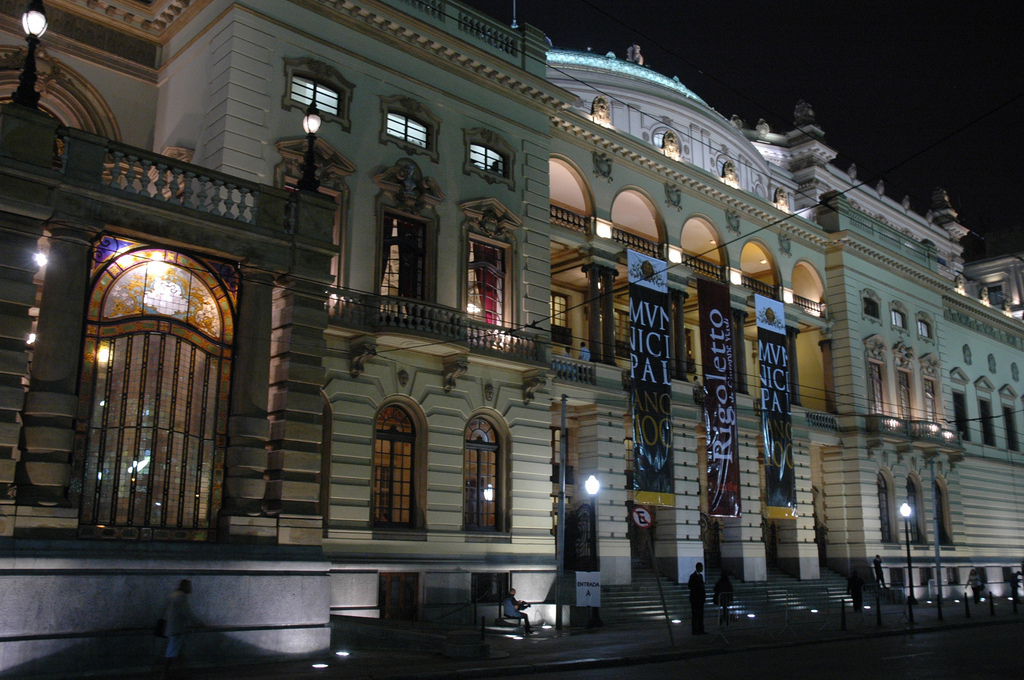
ライトアップされたサンパウロ市立劇場

1980年代にはジャニオ・クアドロス市長の下、当初の姿に修復することを目的として再び改修工事が行われた。ファサードは砂岩で修復されるなど、建築時と同じ産地の材料が用いられた。改修工事は1991年に完成した。100周年を迎えた現在、劇場は南米で最も著名な文化の場の一つと考えられ、国内のそして世界の偉大な劇作家や作曲家による劇やオペラの場であり続けている。

## 近代芸術週間
1922年の2月11日から18日にかけて開催された「近代芸術週間」の会場となった。芸術家達は、品質を厳しく追求し、新しい価値観を求め、型にはまった古いヨーロッパの芸術様式を拒絶し、ブラジル芸術の全ての分野を支配している「伝統にとらわれた」思想に対する不満をぶつけ合う場となった。この週間では、ブラジルのモデルニスモ運動で著名になる人々が多数参加した。小説家のマリオ・デ・アンドラーデやオスワルド・デ・アンドラーデ、画家のタルシラ・ド・アマラルやアニータ・マルファッティ、メノッティ・デル・ピッキアが「5人組」を結成した。